# Internet Movie Database
База даних фільмів в Інтернеті (англ. Internet Movie Database, IMDb) — найбільша база даних та вебсайт про кінематограф. База даних значною мірою заповнюється добровольцями, це чимось нагадує концепцію вікі. У базі зараз зібрана інформація про 10,1 млн фільмів і телесеріалів, є інформація майже про 11,5 млн акторів, режисерів та інших професіоналів кіно зі всього світу.
Від 1998 року базою даних IMDb володіє компанія «Amazon». Більшість інформації IMDb перебуває в безплатному доступі, сайт IMDb.com функціонує на основі безплатного програмного забезпечення (Apache, Perl та ін.). Платний доступ дозволяє отримати інформацію про контакти акторів, продюсерів, режисерів тощо.
За даними рейтингового агентства «Alexa», сайт imdb.com постійно входить до сотні найпопулярніших сайтів Всесвітньої павутини. Основна мова інтерфейсу сайту — англійська, українського інтерфейсу сайт не має; проте назви фільмів поступово перекладаються.

## Історія
База офіційно виникла 17 жовтня 1990 року, коли ряд любителів кіно із групи новин Usenet rec.arts.movies вирішили проіндексувати свій FAQ, що містив до того часу понад 23 тисячі статей про приблизно 10 тисяч фільмів та телесеріалів. Один із засновників IMDb (та теперішній її виконавчий директор) Кол Нідем (англ. Col Needham) написав ряд UNIX-скриптів для організації бази даних кінофільмів. Слід відразу зазначити, що IMDb завжди (і навіть зараз) суворо засновувалась на програмному забезпеченні з відкритим вихідним кодом. Тоді база ще мала назву «rec.arts.movies movie database», назва «Internet Movie Database» виникла пізніше.
Поступово база росла й технічно удосконалювалась. У 1993 році база дебютувала у Всесвітній павутині на сервері Кардіффського університету в Уельсі. Вже тоді база була дуже популярною в Інтернеті, до бази надходило в середньому по 65 мільйонів запитів на місяць. У січні 1996 року була утворена компанія «Internet Movie Database, Ltd», акціонерами якої стали розробники бази. Попри величезну популярність, база продовжувала залишатися захопленням, хобі — більшість розробників бази все ще мали інше постійне місце роботи.
Незабаром база вичерпала ресурси університетського серверу і переїхала на виділені сервери в США та Велику Британію. Через рік виділених серверів було вже 9, але й цих потужностей виявилося замало. Підтримувати базу було дедалі складніше, для повноцінного розвитку бракло ресурсів. Декілька компаній пропонували купити IMDb, але ентузіасти бази не довіряли їм — ці компанії вбачали в IMDb лише маркетингову платформу, а не базу знань на благо кіноманів.
Тоді в 1998 році на горизонті IMDb з'явився Джеф Безос (англ. Jeff Bezos) з компанії «Amazon». Ця людина дійсно розуміла інтернет-спільноту та альтруїстичні принципи IMDb. Він запропонував купити частину акцій IMDb за умови повного збереження загального безплатного доступу до ресурсів IMDb. В обмін на інвестиції він хотів для «Amazon.com» лише право продавати кінопродукцію через сайт IMDb.com. Це була чудова пропозиція, від якої було неможливо відмовитися. З того часу співробітництво IMDb та «Amazon.com» продовжується, були значно розширені серверні потужності, акціонерам «IMDb Ltd» виплачуються дивіденди, багато ентузіастів IMDb було прийнято в штат компанії, найнято й новий персонал. Компанія «Amazon.com» також не залишилася в накладі. Співробітники обох компаній називають цей союз благословенним. Нині це один із небагатьох прикладів вдалої взаємодії великого бізнесу й так званої спільноти ентузіастів відкритого ПЗ (англ. open source community).

### Іншомовні версії IMDb
Окрім основної англійської версії сайт у минулому мав локалізації ще п'ятьма мовами: німецькою, італійською, іспанською, французькою та португальською. 18 лютого 2013 року підтримку іншомовних версій IMDb було припинено, а їх сайти IMDb.de, IMDb.fr, IMDb.it, IMDb.pt та IMDb.es стали автоматично перенаправляти на IMDb.com.

## Голосування
Дуже цікавим явищем на IMDb є онлайн-голосування. Кожний відвідувач сайту може проголосувати за свої улюблені фільми, і навпаки, проголосувати проти не улюблених. Таким чином на IMDb виявлені 250 найкращих фільмів всіх часів, а також 100 найгірших фільмів [Архівовано 8 квітня 2006 у Wayback Machine.](англ.). Є окремі рейтинги фільмів за жанрами, за десятиліттям та ін. Жанри в IMDb класифіковані таким чином (оригінальні назви):
| - Action - Adventure - Animation - Comedy - Crime | - Documentary - Drama - Family - Fantasy - Film-Noir | - Horror - Independent - Musical - Mystery - Romance | - Sci-Fi - Thriller - War - Western |

## Статистика
За даними на кінець 2020 року, в базі IMDb міститься 404 763 829 статей.
- 7 548 383 статей про фільми й телесеріали, з них:
  - 5 338 520 — телеепізодів;
  - 560 232 — кінофільмів (що вийшли в прокат та були показані в кінотеатрах);
  - 196 972 — телесеріалів;
  - 34 590 — мінісеріалів;
  - 287 977 — відеофільмів (що поширювалися тільки на відео, без демонстрації в кінотеатрах);
  - 111 667 — телефільмів (показані тільки по телебаченню, без демонстрації в кінотеатрах);
  - 781 188 — короткометражних фільмів;
  - 26 915 — відеоігор.
- 11 214 704 статей про персоналії, з яких:
  - 29 412 693 — про акторів;
  - 18 949 421 — про актрис;
  - 12 201 834 — про продюсерів;
  - 8 681 358 — про сценаристів;
  - 5 419 175 — про режисерів;
  - 2 568 752 — про операторів;
  - 2 111 393 — про композиторів;
  - 3 348 611 — про монтажерів.